# Jupiter Ganymede Orbiter

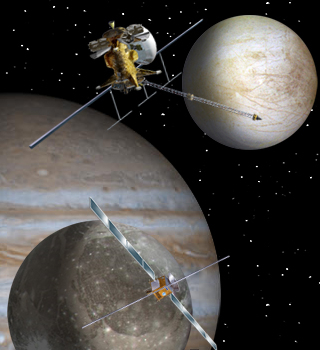
Umělecké ztvárnění sond Jupiter Europa Orbiter (nahoře) a Jupiter Ganymede Orbiter (dole)

Jupiter Ganymede Orbiter byla sonda k Jupiteru, součást mezinárodní mise Europa Jupiter System Mission plánované americkou agenturou NASA a evropskou ESA. Jupiter Ganymede Orbiter měl být součástí mise připravovanou Evropany, start mise byl plánován na rok 2020, přílet k Jupiteru na rok 2026. Sonda měla zkoumat Jupiterovy měsíce Ganymed a Callisto a dále rovněž magnetosféru Jupiteru. 
Tato mise byla nahrazena samostatnou misí ESA a její sondou JUICE, která odstartovala 14. dubna 2023.